# Controllo PID

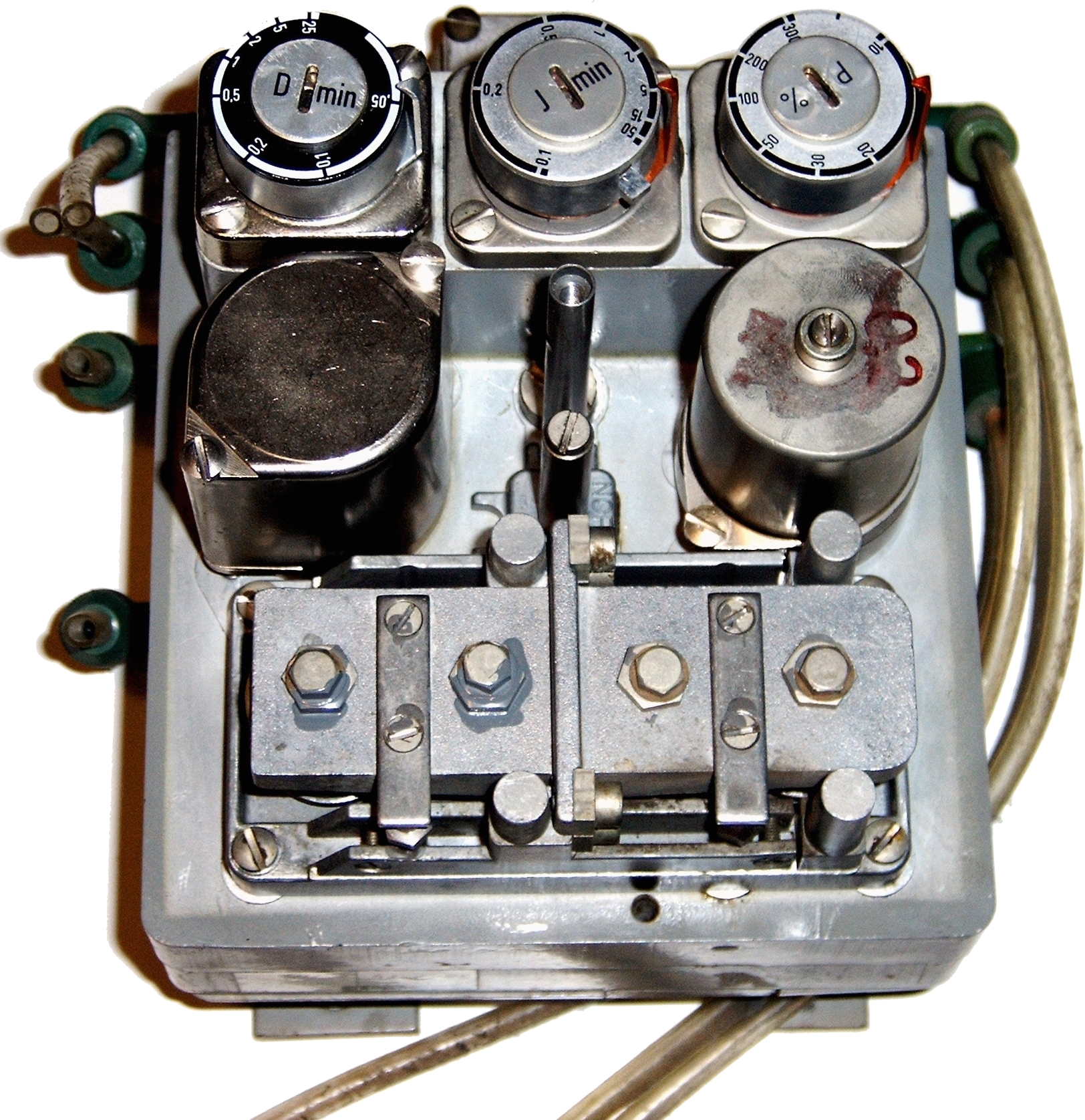
Controllore pneumatico PID. In alto sono visibili i comandi di regolazione per l'azione proporzionale (P), integrale (I) e derivativa (D).

Il controllo proporzionale-integrale-derivativo (oppure proporzionale-integrativo-derivativo), in breve controllo PID, è un sistema in retroazione negativa ampiamente impiegato nei sistemi di controllo automatico. È il sistema di controllo in retroazione di gran lunga più comune nell'industria, in particolare nella versione PI (senza azione derivativa). Grazie a un input che determina il valore attuale, è in grado di reagire a un eventuale errore positivo o negativo tendendo verso il valore 0. La reazione all'errore può essere regolata e ciò rende questo sistema molto versatile..

## Fondamenti
Il controllore acquisisce in ingresso un valore da un processo e lo confronta con un valore di riferimento. La differenza, il cosiddetto segnale di errore, viene quindi usata per determinare il valore della variabile di uscita del controllore, che è la variabile manipolabile del processo.
Il PID regola l'uscita in base a:
- il valore del segnale di errore (azione proporzionale);
- i valori passati del segnale di errore (azione integrale);
- quanto velocemente il segnale di errore varia (azione derivativa).

I controllori PID sono relativamente semplici da comprendere, installare e tarare, al confronto con più complessi algoritmi di controllo basati sulla teoria del controllo ottimo e del controllo robusto. La taratura dei parametri avviene di solito attraverso semplici regole empiriche, come i metodi di Ziegler-Nichols, che risultano in controllori stabilizzanti di buone prestazioni per la maggior parte dei processi. Molto spesso l'azione derivativa viene rimossa, risultando nel comunissimo controllore PI.

## Limitazioni
I controllori PID sono spesso sufficienti a controllare processi industriali anche complessi, ma la loro semplicità risulta in una serie di limiti che è bene tener presente:
- Non sono in grado di adattarsi a cambiamenti nei parametri del processo;
- Non sono stabili, a causa della presenza dell'azione integrale (vedi Windup);
- Alcune regole di taratura, come quelle di Ziegler-Nichols, reagiscono male in alcune condizioni;
- Sono intrinsecamente monovariabili, quindi non possono essere usati in sistemi multivariabili come le colonne di distillazione.

## Azioni di controllo PID

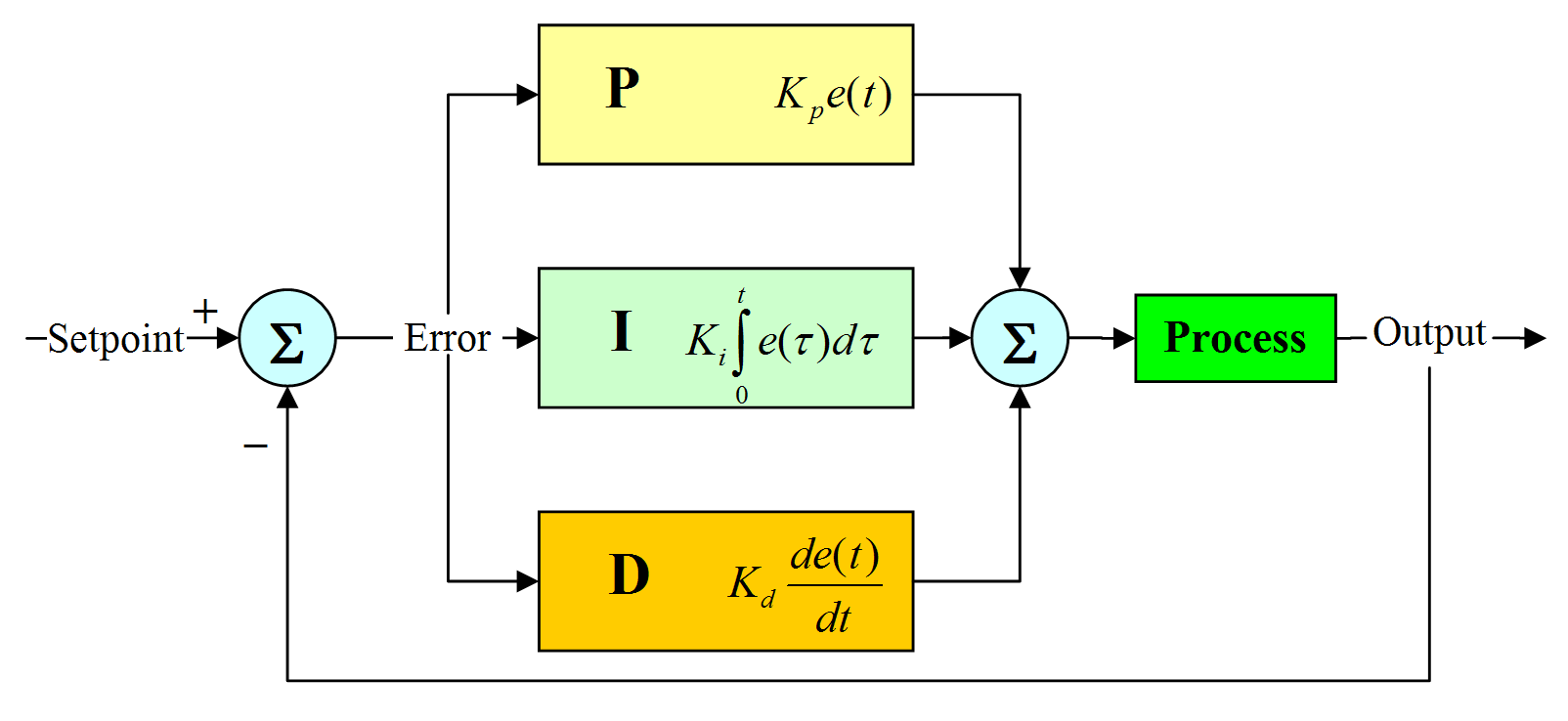
Schema a blocchi di un PID

Le tre azioni di un PID vengono calcolate separatamente e semplicemente sommate algebricamente:
{\displaystyle u(t)=u_{P}(t)+u_{I}(t)+u_{D}(t)}

### Azione proporzionale (P)
L'azione proporzionale è ottenuta moltiplicando il segnale d'errore "e" con un'opportuna costante:
{\displaystyle u_{P}(t)=K_{P}\,e(t)}
È perfettamente possibile regolare un processo con un simile controllore, che, in alcuni casi semplici, risulta anche in grado di stabilizzare processi instabili. Tuttavia, non è possibile garantire che il segnale d'errore "e" converga a zero: questo perché un'azione di controllo "u" è possibile solo se "e" è diverso da zero.

### Azione integrale (I)
L'azione integrale è proporzionale all'integrale nel tempo del segnale di errore "e", moltiplicato per la costante {\displaystyle K_{I}}: 
{\displaystyle u_{I}(t)={K_{I}}\int \limits _{0}^{t}e(\tau )\,\mathrm {d} \tau }
Questa definizione dell'azione integrale fa sì che il controllore abbia memoria dei valori passati del segnale d'errore; in particolare, il valore dell'azione integrale non è necessariamente nullo se è nullo il segnale d'errore. Questa proprietà dà al PID la capacità di portare il processo esattamente al punto di riferimento richiesto, dove la sola azione proporzionale risulterebbe nulla. L'azione integrale è anche l'elemento metastabile di un PID, perché un ingresso costante non convergerà a un determinato valore. Il fenomeno del windup è dovuto alla presenza dell'integratore.

### Azione derivativa (D)
Per migliorare le prestazioni del controllore si può aggiungere l'azione derivativa:
{\displaystyle u_{D}(t)=K_{D}{\frac {\mathrm {d} e(t)}{\mathrm {d} t}}}
L'idea è compensare rapidamente le variazioni del segnale di errore: se vediamo che "e" sta aumentando, l'azione derivativa cerca di compensare questa deviazione in ragione della sua velocità di cambiamento, senza aspettare che l'errore diventi significativo (azione proporzionale) o che persista per un certo tempo (azione integrale). L'azione derivativa è spesso tralasciata nelle implementazioni dei PID perché li rende troppo sensibili: un PID con azione derivativa, per esempio, subirebbe una brusca variazione nel momento in cui il riferimento venisse cambiato quasi istantaneamente da un valore a un altro, risultando in una derivata di "e" tendente a infinito, o comunque molto elevata. Ciò sconsiglia l'applicazione dell'azione derivativa in tutti i casi in cui l'attuatore fisico non deve essere sottoposto a sforzi eccessivi.
Se ben tarata e se il processo è abbastanza "tollerante", comunque, l'azione derivativa può dare un contributo determinante alle prestazioni del controllore.

## Approssimazione ingegneristica
Un problema particolare causato dalla presenza dell'azione derivativa è l'impossibilità teorica di realizzare un "derivatore puro": sarebbe necessario infatti misurare il valore del segnale di errore nel futuro. Per questo si calcola invece una derivata ingegneristica, che approssima il derivatore fino ad una certa frequenza. Ciò risulta nella formula complessiva (nel dominio della trasformata di Laplace):
{\displaystyle K(s)=K\,\left({\frac {\tau _{I}\,s+1}{\tau _{I}\,s}}\right)\,\left({\frac {\tau _{D}\,s+1}{\alpha \,\tau _{D}\,s+1}}\right)}
dove α è un valore adimensionale piccolo, tipicamente tra 0,05 e 0,2, mentre le costanti di tempo {\displaystyle {\tau _{I}}} e {\displaystyle {\tau _{D}}} sono tali per cui:
{\displaystyle K_{I}={\frac {K}{\tau _{I}}}}
{\displaystyle K_{D}={K}{\tau _{D}}}

## Regole di Ziegler-Nichols
Il metodo di Ziegler-Nichols, risalente al 1942, è tra i più usati ed è apprezzato per la sua semplicità, per il fatto di non richiedere un modello matematico del processo e per le prestazioni che riesce a produrre.
Si tratta di un algoritmo per trovare il cosiddetto "guadagno critico", dal quale si deriveranno gli altri parametri del PID.
1. Il processo viene fatto controllare da un controllore esclusivamente proporzionale (KI e KD vengono impostati a zero);
2. Il guadagno K del controllore proporzionale viene gradualmente aumentato;
3. Il guadagno critico Ku è il valore del guadagno per cui la variabile controllata presenta oscillazioni sostenute, cioè che non spariscono dopo un transitorio: questa è una misura dell'effetto dei ritardi e della dinamica del processo;
4. Si registra il periodo critico Pu delle oscillazioni sostenute;
5. Secondo la seguente tabella, si determinano le costanti per il controllore P, PI o PID.

| Tipo | {\displaystyle K_{p}}         | {\displaystyle \tau _{i}}   | {\displaystyle \tau _{d}} |
| ---- | ----------------------------- | --------------------------- | ------------------------- |
| P    | {\displaystyle 0{,}50{K_{u}}} | -                           | -                         |
| PI   | {\displaystyle 0{,}45{K_{u}}} | {\displaystyle P_{u}/1{,}2} | -                         |
| PID  | {\displaystyle 0{,}60{K_{u}}} | {\displaystyle P_{u}/2}     | {\displaystyle {P_{u}}/8} |

## PID in forma digitale
La funzione di trasferimento di un regolatore PID digitale si ottiene partendo da quella di un PID tempo continuo ed applicando la procedura di discretizzazione. È però necessario tenere conto della presenza del mantenitore di ordine zero. Per esempio nella tecnica empirica di Ziegler Nichols a catena aperta, quando si leggono i valori dei parametri dalla tabella, è necessario aggiungere il ritardo finito del mantenitore di ordine zero. La forma digitale del controllo PID presenta il grande vantaggio di poter essere facilmente implementata sotto forma di algoritmo eseguito da un dispositivo microcontrollore e trova larga applicazione in diversi ambiti. 

## Pseudocodice
Questa è una semplice implementazione pratica di un controllo PID, attraverso semplificazioni ingegneristiche (dato che normalmente, se la funzione da controllare fosse conosciuta matematicamente, non sarebbe necessario controllarla dinamicamente). Questo pseudocodice somma tre componenti per capire quanto manovrare l'output, in base all'errore calcolato volta per volta. 

La parte proporzionale è direttamente proporzionale all'errore. 

La parte integrativa somma nel tempo gli errori volta per volta; questo riporta nel lungo periodo la variabile di uscita sui binari corretti. Purtroppo questo non impedisce un'oscillazione una volta raggiunto il valore desiderato. 

La parte derivativa limita le oscillazioni della variabile di output, rendendo le variazioni di "actual position" più dolci.

Questo pseudocodice funziona di per sé, ma c'è da valutare ogni quanto campionare e quindi eseguire questi calcoli, e soprattutto i valori delle 3 costanti K. Inoltre non è presente una funzione anti-windup.
```
 previous_error = 0
 integral = 0 
 start:
   error = setpoint - measured_value
   integral = integral + error*dt
   derivative = (error - previous_error)/dt
   output = Kp*error + Ki*integral + Kd*derivative
   previous_error = error
   wait(dt)
   goto start

```